# 주한 벨기에 대사관
주한 벨기에 대사관(네덜란드어: Ambassade van België in de Republiek Korea, 프랑스어: Ambassade de Belgique en République de Corée)은 대한민국 서울특별시 용산구 이태원로45길 23 (한남동 737-10)에 있는 벨기에 대사관이다. 현임 주한 벨기에 대사는 2021년 9월 3일에 임명된 프랑수아 봉탕(François Bontemps)이다.

## 공관 연혁
- 1961년 5월 2일: 대한민국-벨기에 외교 관계 수립
- 1970년 2월: 주한 벨기에 대사관 설립

## 역대 주한 벨기에 대사
- 1970년 2월 24일 ~ 1973년 9월 13일: 장 트린 (Jean Trine)
- 1973년 9월 14일 ~ 1977년 1월 24일: 가스통 젠벨리 (Gaston Jenebelly)
- 1977년 1월 25일 ~ 1980년 12월 22일: 제라르 자크 (Gerard Jacques)
- 1980년 12월 23일 ~ 1982년 11월 24일: 샤를 빈터베이크 (Charles Winterbeeck)
- 1982년 11월 25일 ~ 1985년 11월 28일: 마르셀 판 루이 (Marcel Van Roey)
- 1985년 11월 29일 ~ 1987년 11월 19일: 이브 페르카우테런 (Yves Vercauteren)
- 1987년 11월 20일 ~ 1990년 11월 28일: 장마리 누아르팔리스 (Jean-Marie Noirfalisse)
- 1990년 11월 29일 ~ 1994년 3월 7일: 앙드레 메르니에 (André Mernier)
- 1994년 3월 ~ 2000년 10월: 자크 페르멘런 (Jacques Vermenlen)
- 2000년 10월 ~ 2004년 10월: 쿤라트 루브루아 (Koenraad Rouvroy)
- 2004년 10월 ~ 2008년 11월 9일: 빅토르 웨이 (Victor Wei)
- 2008년 11월 10일 ~ 2012년 10월 4일: 피에르 클레망 뒤뷔송 (Pierre Clément Dubuisson)
- 2012년 10월 5일 ~ 2016년 9월 20일: 프랑수아 봉탕 (François Bontemps)
- 2016년 9월 21일 ~ 2018년 7월 24일: 아드리앙 테아트르 (Adrien Théatre)
- 2018년 7월 25일 ~ 2021년 7월 9일: 페테르 레스쿠이에 (Peter Lescouhier)
- 2021년 9월 3일 ~ 현재: 프랑수아 봉탕 (François Bontemps)

## 같이 보기
- 벨기에의 재외공관 목록
- 대한민국 주재 외국공관 목록
- 주벨기에·유럽 연합 대한민국 대사관 겸 주북대서양 조약 기구 대한민국 대표부